# Samuel Francis
Pour les articles homonymes, voir Francis.
Samuel Adelebari Francis (né le 27 mars 1987 à Port Harcourt au Nigeria) est un athlète nigérian, naturalisé qatari en avril 2007, spécialiste des épreuves de sprint. Il est le premier athlète asiatique à avoir franchi la barrière des dix secondes (le 26 juillet 2007).

## Biographie
Le 26 juillet 2007, il devient le premier athlète asiatique à descendre sous la barre des 10 secondes sur 100 m (9 s 99). Il établit ainsi le nouveau record asiatique du 100 mètres. Ce record est ensuite battu le 28 septembre 2014 par son compatriote Femi Ogunode en 9 s 93.
Le 16 août 2008, il participe aux demi-finales du 100 m des Jeux olympiques 2008 à Pékin mais échoue à la 8e et dernière place de sa demi-finale en 10 s 20.
En 2009, il concourt aux championnats du monde 2009 à Berlin et se qualifie pour les quarts de finale du 100 m. Il échoue cependant à ce stade en terminant 5e de sa très relevée série, où figuraient Asafa Powell, Darvis Patton, Marc Burns, Kim Collins, Olusoji Fasuba et Ronald Pognon dans un temps de 10 s 20.
Le 1er septembre 2016, le Comité international olympique annonce sa disqualification des Jeux de Pékin en raison de la présence de stanozolol dans les échantillons prélevés lors de ces Jeux.

## Palmarès
| Date | Compétition                    | Lieu         | Résultat | Épreuve   |
| ---- | ------------------------------ | ------------ | -------- | --------- |
| 2007 | Championnats d'Asie            | Macao        | 1er      | 100 m     |
| 2007 | Championnats d'Asie            | Macao        | 2e       | 4 × 100 m |
| 2007 | Jeux mondiaux militaires       | Hyderabad    | 1er      | 100 m     |
| 2008 | Championnats d'Asie en salle   | Doha         | 1er      | 60 m      |
| 2010 | Championnats d'Asie en salle   | Téhéran      | DQ       | 60 m      |
| 2010 | Championnats du monde en salle | Doha         | DQ       | 60 m      |
| 2013 | Championnats panarabes         | Doha         | 1er      | 100 m     |
| 2013 | Championnats d'Asie            | Pune         | 2e       | 100 m     |
| 2013 | Jeux de la Francophonie        | Nice         | 3e       | 100 m     |
| 2014 | Championnats d'Asie en salle   | Hangzhou     | 1er      | 60 m      |
| 2015 | Championnats panarabes         | Madinat 'Isa | 2e       | 4 x 100 m |

## Records
| Épreuve | Performance        | Lieu  | Date            |
| ------- | ------------------ | ----- | --------------- |
| 60 m    | 6 s 54             | Macao | 30 octobre 2007 |
| 100 m   | 9 s 99 (+0,9 m/s)  | Amman | 26 juillet 2007 |
| 200 m   | 20 s 61 (+1,6 m/s) | Sofia | 30 juin 2008    |